# Catedral de Palermo

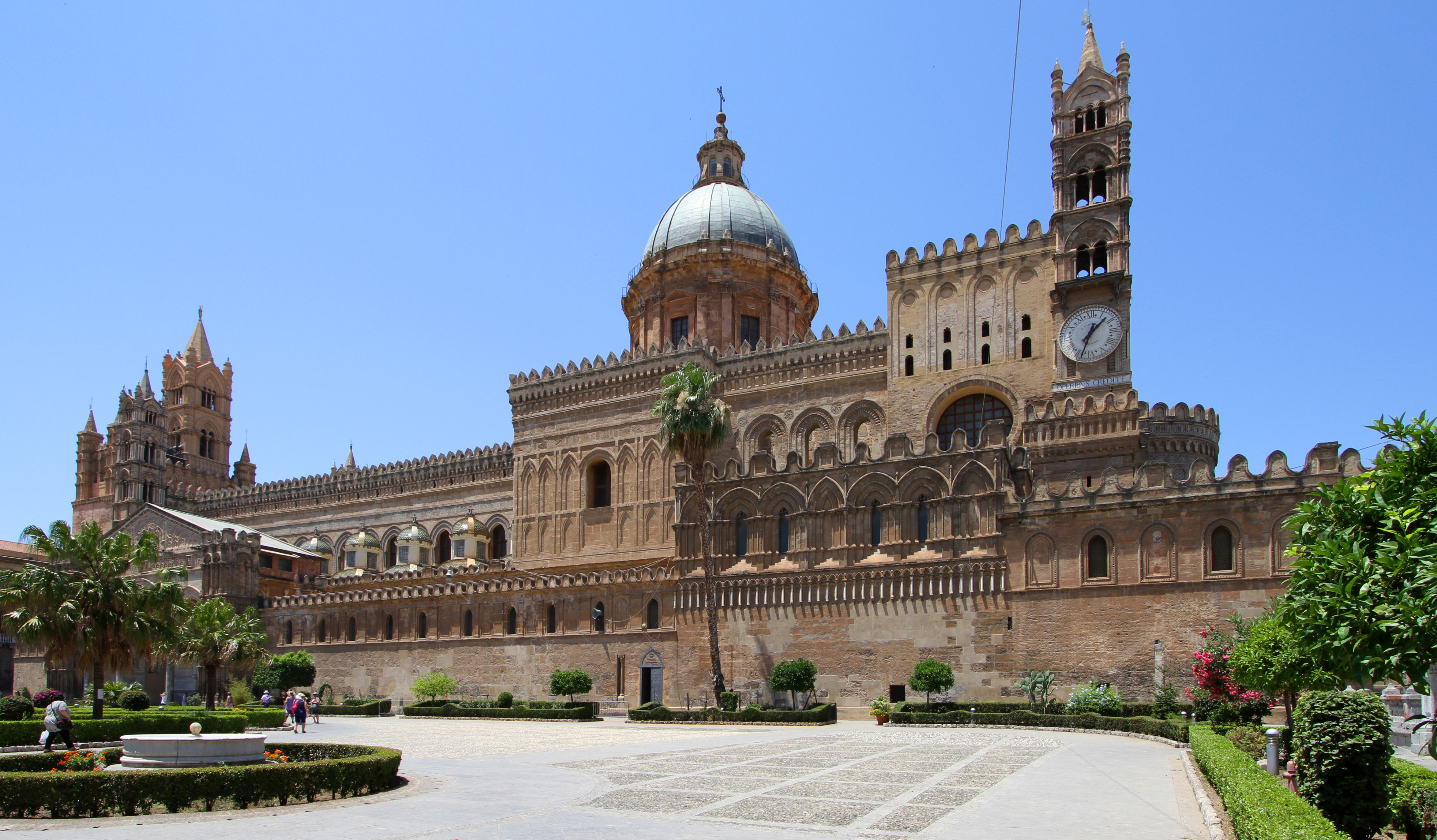
A profunda reforma que o arquiteto Ferdinando Fuga iniciou em 1787 a pedido do Arcebispo Filangieri, levou a alterar irreversivelmente as estruturas do século XII da Catedral de Palermo. Não só os interiores medievais e renascentistas foram eliminados, mas a aparência exterior foi alterada com a grande cúpula central e as pequenas cúpulas das naves laterais, introduzindo assim elementos dissonantes e invasivos que nada têm a ver com o projeto original.

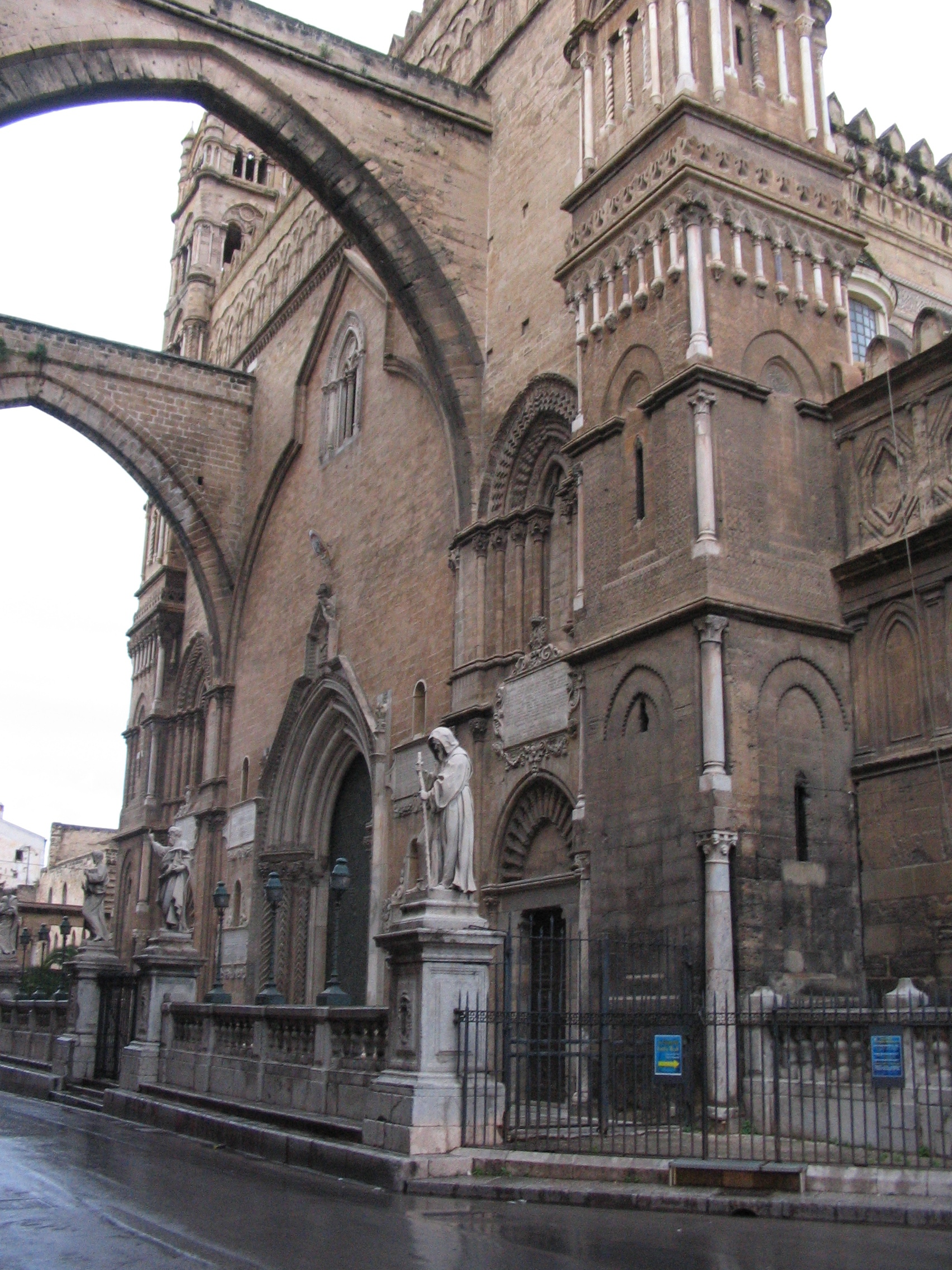
A fachada principal

A Catedral de Palermo é a igreja catedral da Arquidiocese Católica Romana de Palermo, situada em Palermo, Sicília, sul da Itália. É dedicado à Assunção da Virgem Maria.

## História
A igreja foi construida em 1185 por Walter Ophamil (ou Walter do Moinho), o arcebispo anglo-normando de Palermo e ministro do rei Guilherme II, na área de uma basílica bizantina anterior.